# Новосілки (заказник)
Новосі́лки — лісовий заказник місцевого значення в Україні. Розташований у межах Володимирського району Волинської області, на південний схід від села Новосілки. 
Площа 385 га. Статус надано згідно з рішенням Волинської облради від 20.12.1993 року № 16/6. Перебуває у віданні ДП «Володимирське ЛМГ» (Устилузьке лісництво,  кв. 30, вид. 1–25; кв. 31, вид. 1–13; кв. 32, вид. 1–14, 19). 
Створений з метою збереження унікального лісового масиву. Зростають дуб і липа з домішкою граба, II бонітету, віком до 60 років. Ліс багатий на горіхоплідні чагарники ліщини, ягідники. У трав'яному покриві — лікарські рослини. Трапляються види рослин, занесені до Червоної книги України - цибуля ведмежа, підсніжник звичайний, сон лучний.
Територія заказника входить у зелену зону міста Володимир.

## Галерея

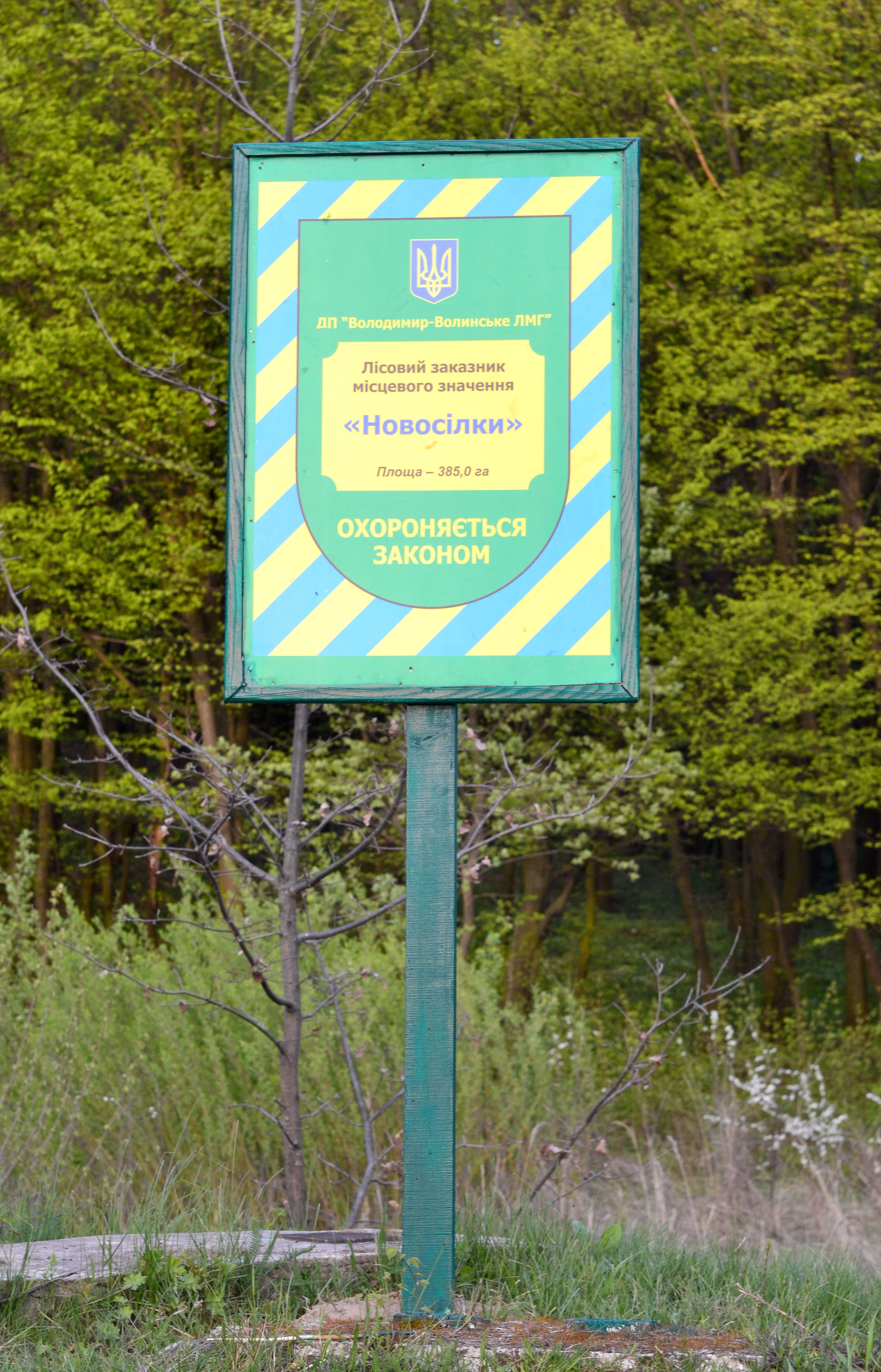
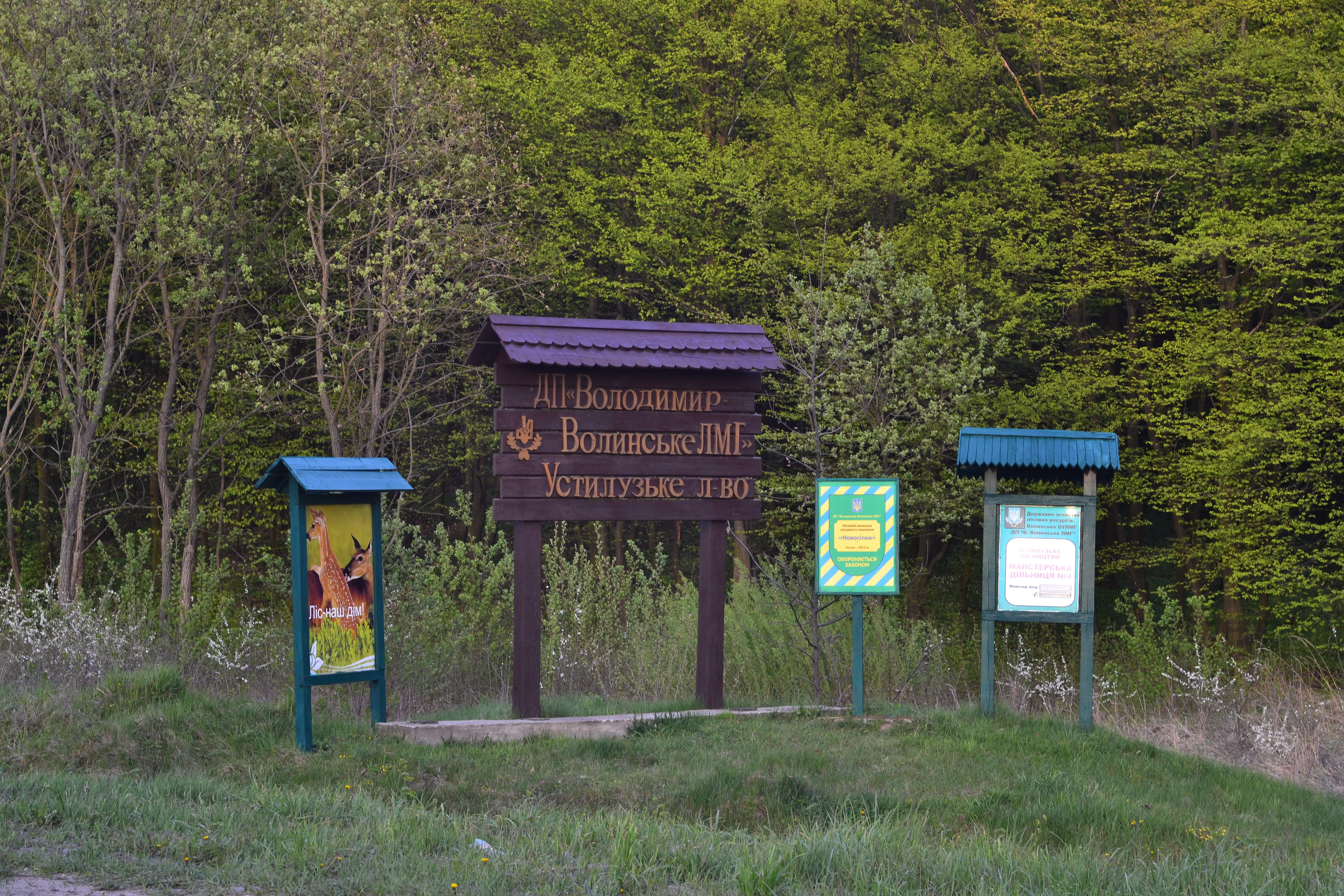
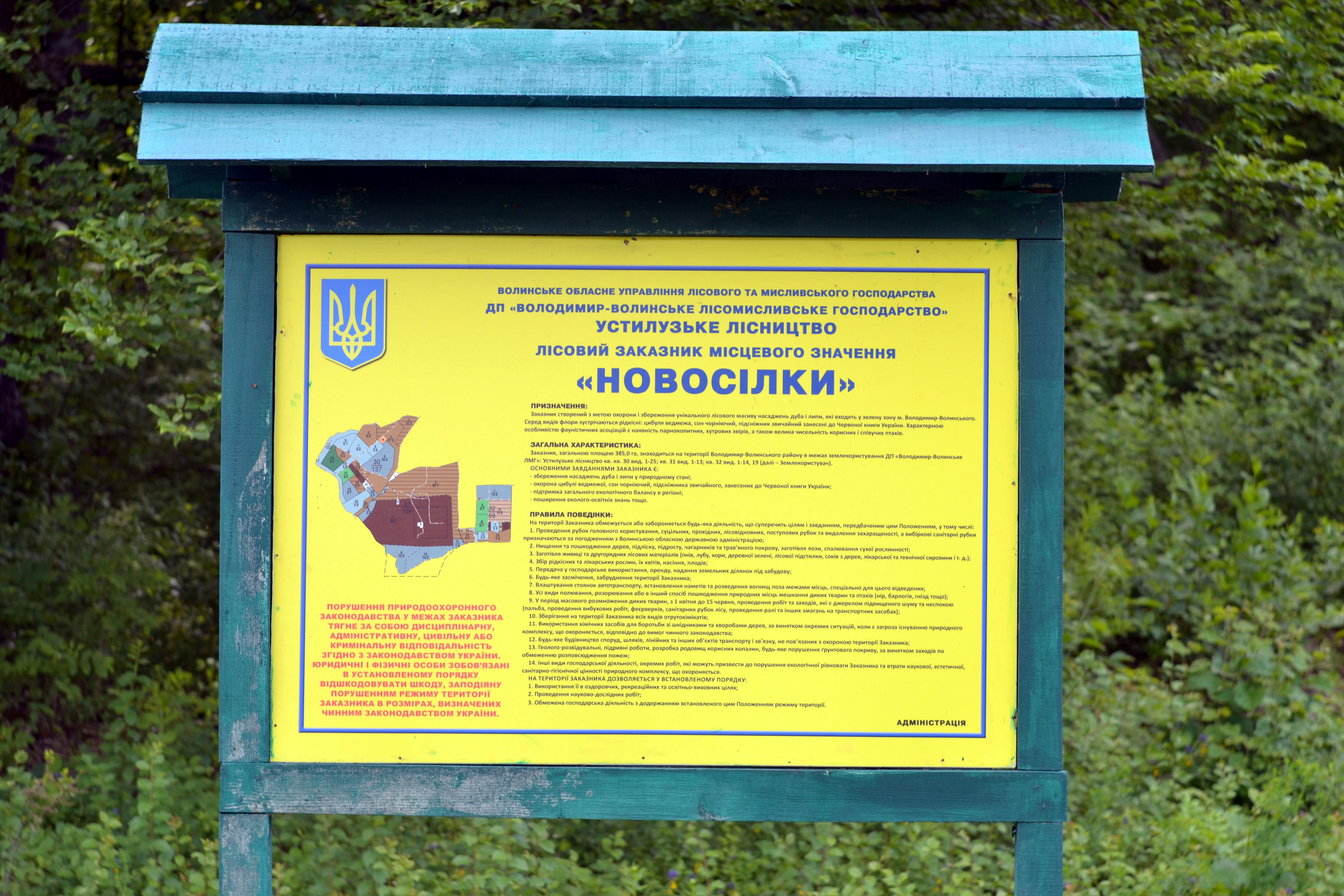
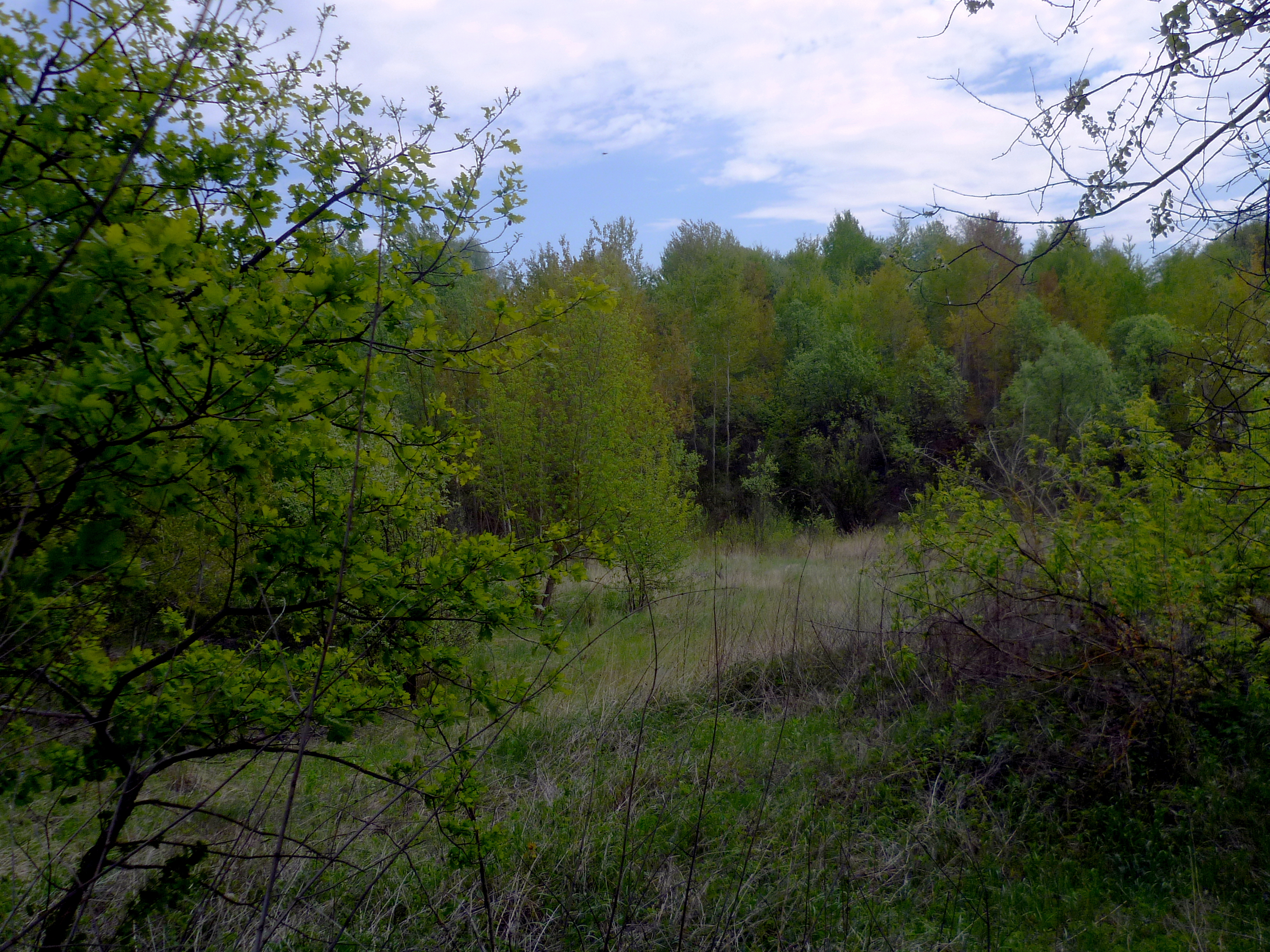
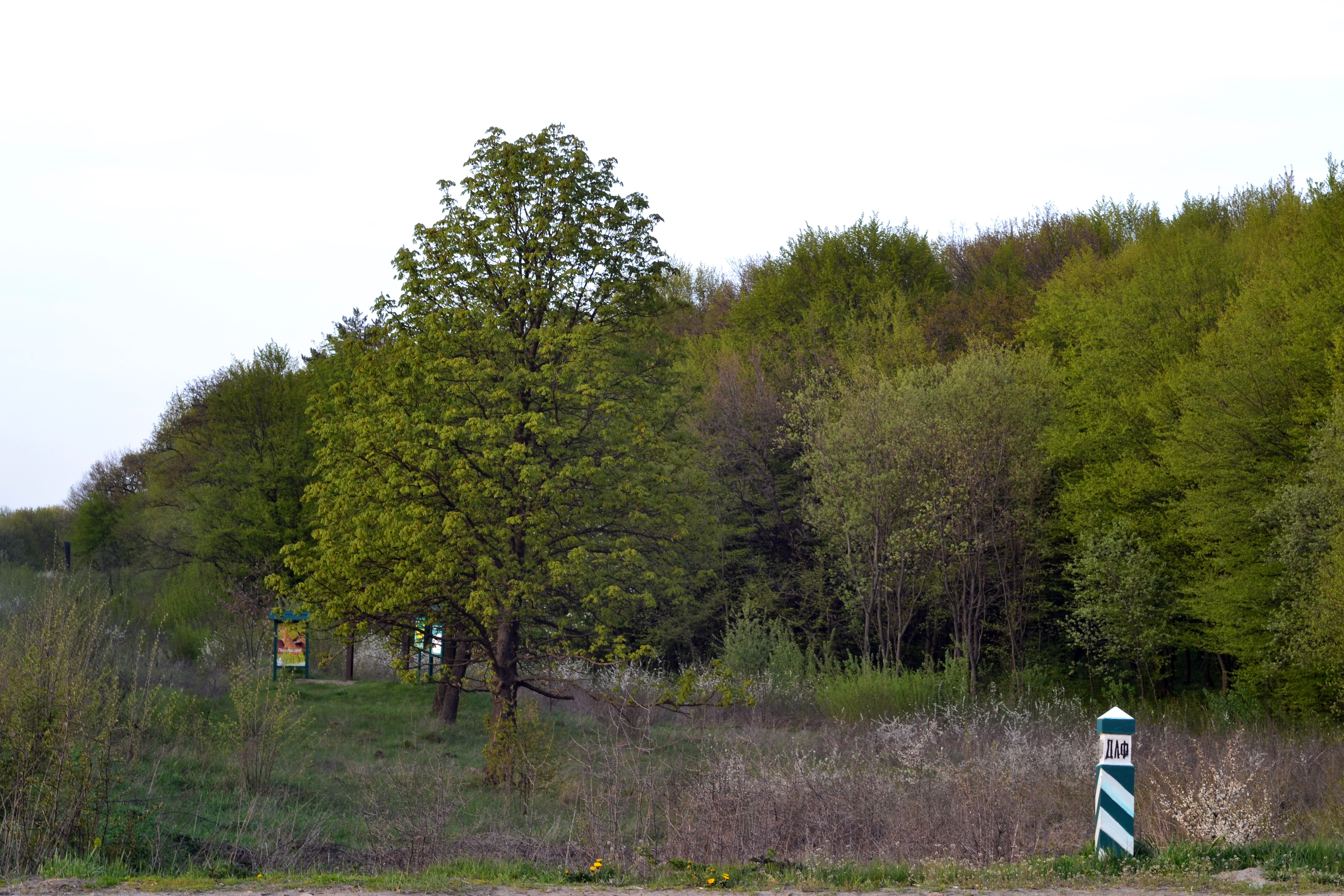
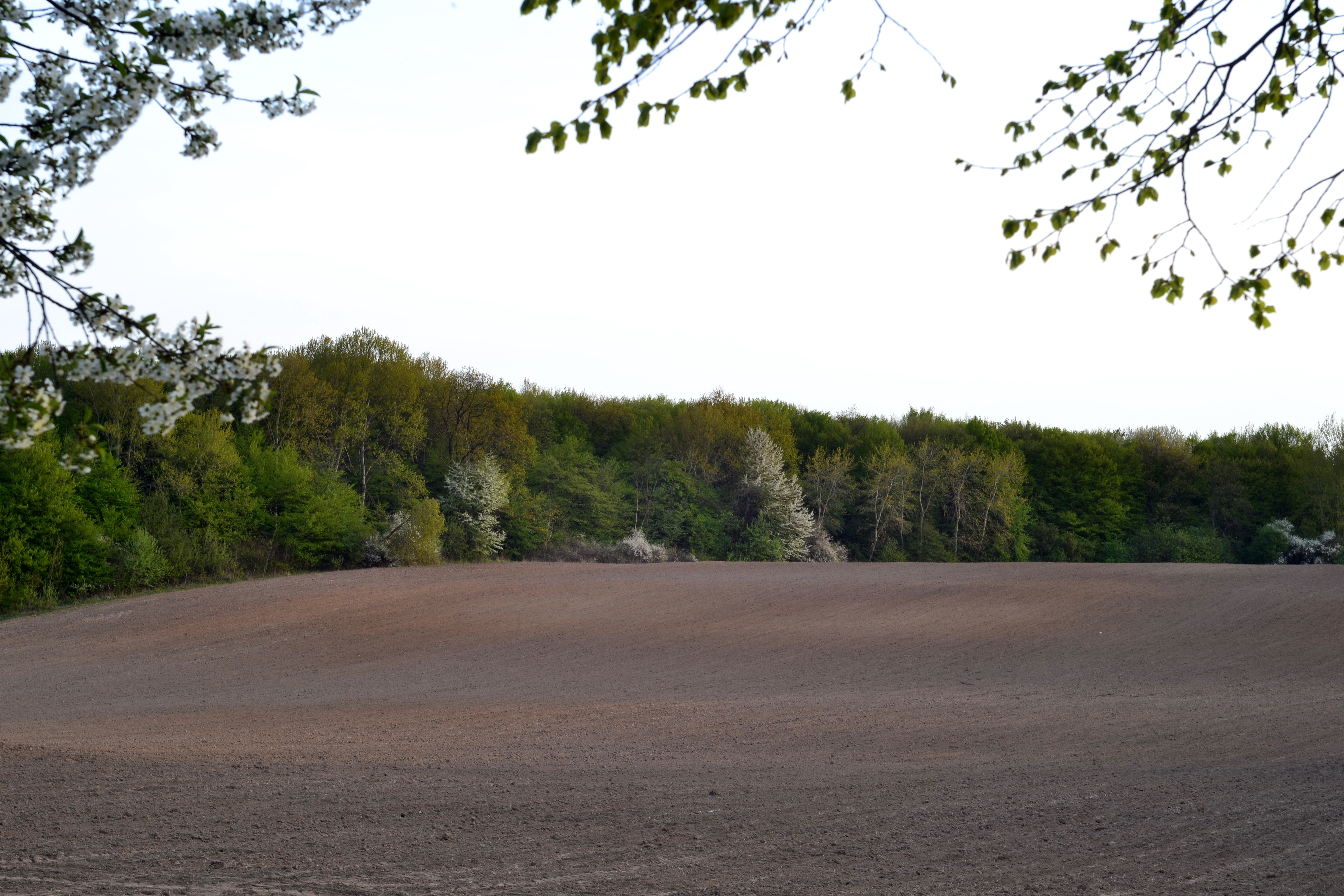
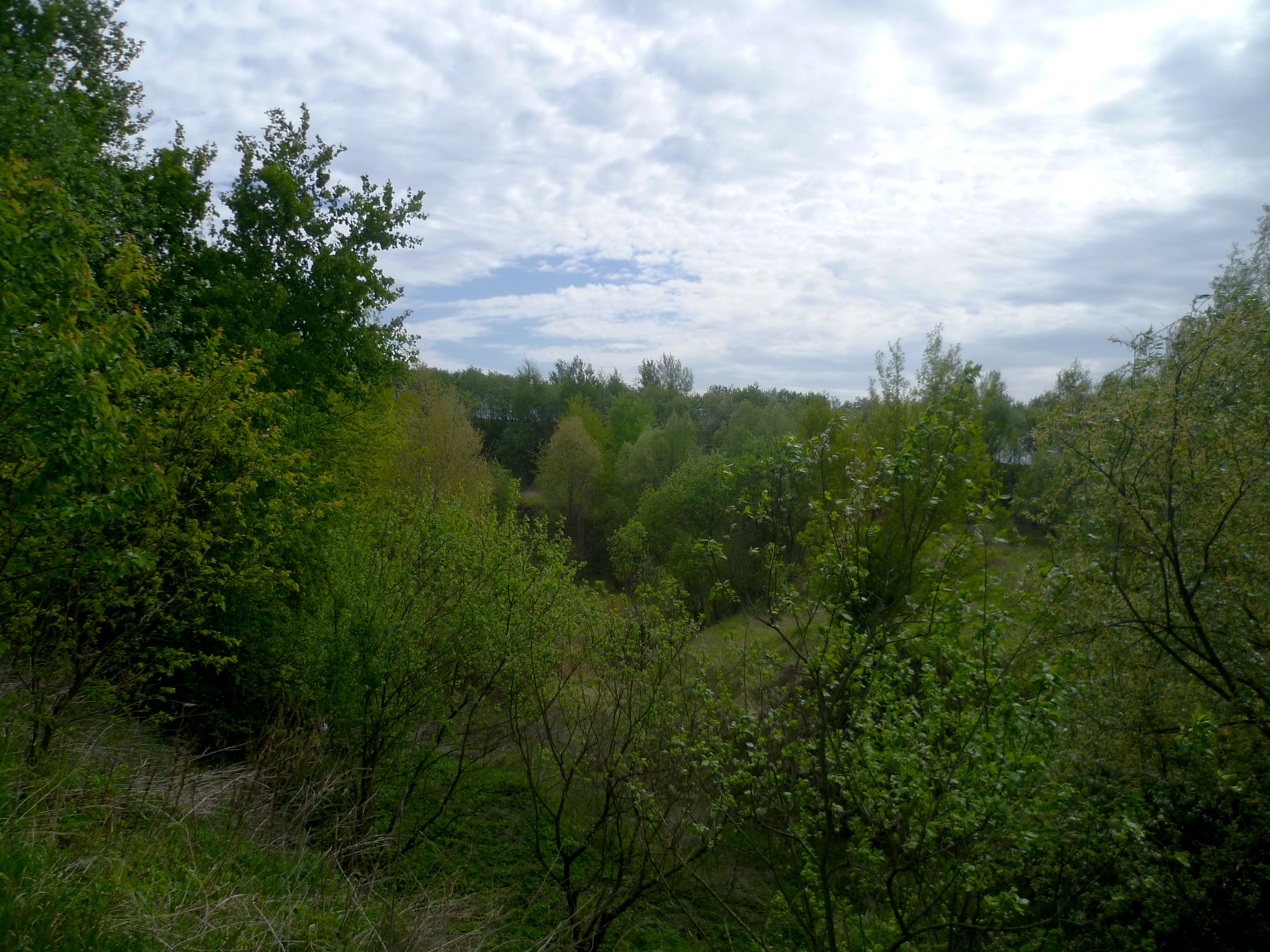